# Universitatea Sfinții Chiril și Metodiu din Skopje
Universitatea Sfinții Chiril și Metodiu din Skopje (în macedoneană Универзитет „Св. Кирил и Методиј“ во Скопје) este cea mai veche și cea mai mare universitate publică din Macedonia de Nord. Este numită după teologii și misionarii creștini est-romani Sfinții Chiril și Metodiu. În anul școlar 2018–19, 25.220 de studenți au fost înscriși la universitate. În plus, personalul didactic și de cercetare este de 2.390 de persoane. Limba principală de învățare este limba limba macedoneană, dar există o serie de cursuri care se desfășoară în limbile engleză, germană, franceză, italiană și în limbile minorităților. 

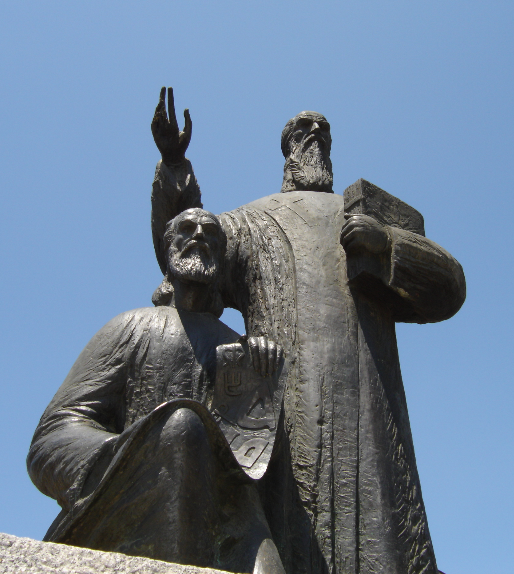
Statuia Sf. Chiril și Metodiu în centrul campusului

Universitatea este împărțită în 23 de facultăți și 10 institute de cercetare.

### Facultăți
- Facultatea de Filosofie
  - Fondată în 1946
  - 12 programe de studiu universitare
  - 17 programe de studii postuniversitare
- Facultatea de Filologie „ Blaže Koneski ”
  - Fondată în 1946
  - 11 programe de studiu universitare
  - 13 programe de studii postuniversitare
- Facultatea de Științe Naturale și Matematică
  - Fondată în 1946
  - 24 programe de studii universitare
  - 31 de programe de studii postuniversitare
- Facultatea de Științe Agricole și Alimentare
  - Fondată în 1947
  - 10 programe de studiu universitare
  - 24 de programe de studii postuniversitare
- Facultatea de Silvicultură
  - Fondată în 1947
  - 4 programe de studiu universitare
  - 17 programe de studii postuniversitare
- Facultatea de Medicină
  - Fondată în 1947
  - 3 programe de studiu universitare
  - 24 de programe de studii postuniversitare
- Facultatea de Pedagogie „Sfântul Clement din Ohrida ”
  - Fondată în 1947
  - 6 programe de studiu universitare
- Facultatea de Arhitectură
  - Fondată în 1949
  - 1 program de studii universitare
  - 4 programe de studii postuniversitare
- Facultatea de Construcții Civile
  - Fondată în 1949
  - 5 programe de studiu universitare
  - 4 programe de studii postuniversitare
- Facultatea de Economie
  - Fondată în 1950
  - 7 programe de studiu universitare
  - 10 programe de studii postuniversitare
- Facultatea de Drept „ Iustinianus Primus ”
  - Fondată în 1951
  - 3 programe de studiu universitare
  - 6 programe de studii postuniversitare
- Facultatea de Inginerie Mecanică
  - Fondată în 1959
  - 9 programe de studii universitare
  - 6 programe de studii postuniversitare
- Facultatea de Inginerie Electrică și Tehnologia Informației
  - Fondată în 1959
  - 8 programe de studiu universitare
  - 9 programe de studii postuniversitare
- Facultatea de Tehnologie și Metalurgie
  - Fondată în 1959
  - 9 programe de studii universitare
  - 16 programe de studii postuniversitare
- Facultatea de Stomatologie
  - Fondată în 1959
  - 3 programe de studiu universitare
  - 7 programe de studii postuniversitare
- Facultatea de Muzică
  - Fondată în 1966
  - 27 programe de studiu universitare
  - 36 de programe de studii postuniversitare
- Facultatea de Arte Dramatice
  - Fondată în 1969
  - 7 programe de studiu universitare
  - 13 programe de studii postuniversitare
- Facultatea de Educație Fizică
  - Fondată în 1977
  - 2 programe de studiu universitare
  - 2 programe de studii postuniversitare
- Facultatea de Farmacie
  - Fondată în 1977
  - 2 program de studii universitare
  - 9 programe de studii postuniversitare
- Facultatea de Arte Plastice
  - Fondată în 1980
  - 4 programe de studiu universitare
  - 3 programe de studii postuniversitare
- Facultatea de Medicină Veterinară
  - Fondată în 1991
  - 1 program de studii universitare
  - 5 programe de studii postuniversitare
- Facultatea de proiectare și tehnologii de mobilier și interior
  - Fondată în 2010
  - 2 programe de studiu universitare
  - 8 programe de studii postuniversitare
- Facultatea de Informatică și Ingineria Calculatoarelor
  - Fondată în 2010 prin unirea institutelor (institutele fondate în 1982)
  - 8 programe de studiu universitare
  - 16 programe de studii postuniversitare

### Institute de cercetare
- Institutul de Agricultură
  - Fondat în 1923
- Institutul de Istorie Națională
  - Fondat în 1948
- Institutul de folclor „Marko Cepenkov”
  - Fondat în 1950
- Institutul de Creștere a Bovinelor
  - Fondat în 1952
- Institutul de Economie
  - Fondat în 1952
- Institutul de Limbă Macedoneană „Krste Misirkov”
  - Fondat în 1953
- Institutul de Cercetări Sociologice, Politice și Juridice
  - Fondat în 1965
- Institutul de Ingineria Seismologiei
  - Fondat în 1965
- Facultatea de Teologie „Sfântul Clement din Ohrida”
  - Fondat în 1977
- Institutul de literatură macedoneană
  - Fondat în 1998

## Istorie
În timpul administrației bulgare a Banovinei Vardar  (1941–1944), noile autorități au înființat în 1943, la Skopje, primul institut de învățământ superior din Macedonia - Universitatea Țarul Boris al III-lea. Datorită retragerii administrației bulgare în toamna anului 1944, Universitatea și-a oprit activitatea educațională. Cu toate acestea, după înființarea Republicii Socialiste Macedonia, în cea de-a treia sesiune a Prezidiului Consiliului Antifascist al Eliberării Naționale a Macedoniei, desfășurată în aprilie 1945, unul dintre punctele de pe ordinea de zi a fost problema deschiderii unei universități macedonene pentru a o înlocui pe cea bulgară. La sfârșitul anului 1946, conceptul de universitate a început să fie realizat și ceremonia oficială de deschidere a Facultății de Filozofie, piatra de temelie a Universității din Skopje, a avut loc la 29 noiembrie în același an. Aceasta dată a marcat începutul unei universități de stat  macedonean. Prima facultate a fost formată din Departamentul de Istorie și Filologie și Departamentul de Matematică și Științe Naturale, în timp ce Facultatea de Medicină și Facultatea de Agricultură și Silvicultură au fost adăugate în 1947. Cincizeci și opt de studenți s-au înscris în primul an universitar din 1946-1947; în anul următor acest număr a crescut la 907. Dezvoltarea învățământului superior în Macedonia s-a caracterizat printr-o creștere rapidă, iar în următorii ani au fost adăugate alte câteva facultăți. În paralel cu activitățile de învățământ din facultățile existente, cercetarea savantă a început odată cu dezvoltarea institutelor independente de cercetare. Astfel, Institutul de Istorie Națională a fost fondat în 1948, urmat de Institutul de Folclor în 1949, și Institutul de Economie în 1952. Astăzi, există 10 institute de cercetare afiliate la Universitatea din Skopje. 
După marele cutremur din Skopje din 1963, care a distrus cea mai mare parte a orașului Skopje, universitatea a fost nivelată și unele dintre cele mai moderne laboratoare din Iugoslavia au fost distruse. Până în acel moment, Universitatea din Skopje a fost a treia ca mărime din Iugoslavia. A fost reconstruită rapid într-un campus urban mult mai mare și modern.  
La solicitarea autorităților iugoslave, oamenii de știință de la UNESCO, Departamentul de Științe ale Naturii s-au întâlnit cu oamenii de știință ai universității pentru a dezvolta planuri de reabilitare a laboratoarelor științifice ale universității. Prin urmare, numeroase echipamente pentru predare și cercetare a științei au fost adunate din întreaga lume prin programul internațional de ajutor UNESCO pentru Skopje. 
În prezent, Universitatea din Skopje își desfășoară activitatea în spiritul Constituției din 1991 a Republicii Macedonia de Nord, care a încorporat schimbările sociale, economice și politice care au avut loc după ce Macedonia și-a proclamat independența față de fosta Iugoslavie.  
La 3 august 2000, Parlamentul Republicii Macedonia a adus noua Lege privind învățământul superior, care a adoptat standardele europene generale ale învățământului superior. Organele de conducere ale universității sunt Senatul universității, format din doi membri ai personalului de la fiecare facultate și institute de cercetare științifică, cinci membri numiți de guvernul Republicii Macedonia de Nord și cinci studenți delegați de către organizația studenților; Consiliul universitar, format din rector, prorectorii, secretarul general, decanii facultăților, directorii institutelor de cercetare științifică și un reprezentant al studenților și rectorul.  
Universitatea reprezintă o comunitate funcțională de 25 de facultăți și 10 institute de cercetare. 

## Alumni
- Nina Angelovska - ministru al Finanțelor[5]
- Džordže Arsov - primarul orașului Kisela Voda
- Dimitar Bogov - guvernator al Băncii Naționale a Macedoniei de Nord
- Ljube Boškoski - Fost ministru al afacerilor interne al Macedoniei de Nord
- Vlado Bučkovski - Fost prim-ministru al Macedoniei de Nord
- Branko Crvenkovski - al treilea președinte al Macedoniei de Nord
- Živko Čingo - Scriitor
- Georgi Efremov - academician și om de știință macedonean la Academia de Științe și Arte din Macedonia în domeniul Inginerie Genetică și Biotehnologie
- Fatmir Besimi - ministrul economiei
- Nikola Dimitrov - fost ministru adjunct al afacerilor externe și ambasador în Statele Unite
- Igor Durlovski - cântăreț de operă
- Lazar Elenovski - fost ministru al Apărării
- Taki Fiti - fost ministru al Finanțelor
- Ljubomir Frčkoski - autor al Constituției Macedoniei de Nord
- Ljubčo Georgievski - fost prim-ministru al Macedoniei de Nord
- Maja Hill - artistă, născută Maja Dzartovska
- Gjorge Ivanov - președinte al Macedoniei de Nord și comandant suprem al armatei macedonene
- Zoran Jolevski - Ambasador la Statele Unite și Negociator pentru disputa de numire a Macedoniei
- Sashko Kedev - fost candidat la președinție
- Gabriela Konevska-Trajkovska - viceprim-ministru responsabil cu integrarea europeană
- Trifun Kostovski - om de afaceri și fost primar din Skopje
- Jagnula Kunovska - Membru al Parlamentului
- Sehadete Mekuli - ginecolog
- Antonio Milošoski - ministrul afacerilor externe
- Judecătorul Branko Naumoski - judecător al Curții Constituționale din Macedonia de Nord
- Tito Petkovski - Membru al Parlamentului
- Filip Petrovski - fost membru al Parlamentului și director al Bibliotecii orașului
- Luan Starova - scriitor și savant
- Zoran Stavrevski - viceprim-ministru și ministru al finanțelor din Macedonia de Nord
- General Miroslav Stojanovski - șeful Statului Major General al Macedoniei de Nord
- Sir Boris Trajkovski - al doilea președinte al Macedoniei de Nord
- Vasil Tupurkovski - politician macedonean
- Ada Gavrilovska - profesor asociat la Școala de Informatică, Institutul de Tehnologie din Georgia (Georgia Tech).